# Lymantria apicebrunnea
Lymantria apicebrunnea is een vlinder uit de familie van de spinneruilen (Erebidae), onderfamilie donsvlinders (Lymantriinae). De wetenschappelijke naam van de soort is voor het eerst geldig gepubliceerd in 1932 door Gaede.
Het mannetje heeft een voorvleugellengte van 25 tot 28 millimeter, het vrouwtje van 39 tot 41 millimeter. De vliegtijd is in juni.
De soort komt voor in China.